# Quận 3, Roma
Quận 3 Núi Thánh (tiếng Ý: Municipio III Monte Sacro) là quận hành chính thứ ba của thủ đô Roma, Ý. Quận được thành lập vào ngày 11 tháng 3 năm 2013, thay thế cho Quận 4 cũ.